# Stand by Your Man
Stand by Your Man is een nummer van de Amerikaanse countryzangeres Tammy Wynette uit 1968.

## Achtergrond
Het nummer is geschreven door Wynette en Billy Sherrill en werd op 20 september 1968 uitgebracht als eerste single en titelnummer van het album Stand by Your Man. 
Op het nummer wordt Wynette vocaal begeleid door The Jordanaires, die de achtergrondzang verzorgden op de meeste hits van haar.
Het is de grootste hit uit Wynette's carrière.
De single stond drie weken op nummer één in de Amerikaanse country charts en bereikte ook de popmuziek-hitlijst Billboard 200, waar het de negentiende positie behaalde. Ook in de Canadese country hitlijst werd de hoogste positie gehaald. In 1975 werd het nummer een grote hit in Europa en behaalde het de toppositie in de Nederlandse Top 40, de Nationale Hitparade, de UK Singles Chart en de Ierse hitlijst. 
Stand by Your Man leverde Wynette in 1970 de Grammy Award op voor Best Female Country Vocal Performance. Het is tevens een van de bekendste nummers in de geschiedenis van de countrymuziek. Het nummer werd op nummer één geplaatst in CMTs Top 100 Country Music Songs. Het nummer werd door de Library of Congress geselecteerd als onderdeel van de National Recording Registry een verzameling van nummers die "cultureel, historisch of esthetisch significant" zijn. In 2021 stond het op nummer 473 in de aller tijden-hitlijst van het Amerikaanse tijdschrift Rolling Stone.
De Duitse actrice Heike Makatsch had in 1996 een top 40-hit in Duitsland, Oostenrijk en Zwitserland met haar cover van het nummer. Andere artiesten die het nummer opgenomen hebben zijn Patti Page (1968), Candi Staton (1970), Tina Turner (1979), Lyle Lovett (1989), The Chipmunks (1992), Elton John (1998) en Willam Belli (2012). Het kwam ook voor in de speelfilm The Blues Brothers uit 1980.

## Hitnoteringen

### Nederlandse Top 40
| Hitnotering: 21-06-1975 t/m 30-08-1975 | Hitnotering: 21-06-1975 t/m 30-08-1975 | Hitnotering: 21-06-1975 t/m 30-08-1975 | Hitnotering: 21-06-1975 t/m 30-08-1975 | Hitnotering: 21-06-1975 t/m 30-08-1975 | Hitnotering: 21-06-1975 t/m 30-08-1975 | Hitnotering: 21-06-1975 t/m 30-08-1975 | Hitnotering: 21-06-1975 t/m 30-08-1975 | Hitnotering: 21-06-1975 t/m 30-08-1975 | Hitnotering: 21-06-1975 t/m 30-08-1975 | Hitnotering: 21-06-1975 t/m 30-08-1975 | Hitnotering: 21-06-1975 t/m 30-08-1975 | Hitnotering: 21-06-1975 t/m 30-08-1975 |
| Week                                   | 1                                      | 2                                      | 3                                      | 4                                      | 5                                      | 6                                      | 7                                      | 8                                      | 9                                      | 10                                     | 11                                     |                                        |
| -------------------------------------- | -------------------------------------- | -------------------------------------- | -------------------------------------- | -------------------------------------- | -------------------------------------- | -------------------------------------- | -------------------------------------- | -------------------------------------- | -------------------------------------- | -------------------------------------- | -------------------------------------- | -------------------------------------- |
| Nummer                                 | 15                                     | 5                                      | 3                                      | 2                                      | 1                                      | 1                                      | 2                                      | 4                                      | 7                                      | 14                                     | 38                                     | uit                                    |

### Nationale Hitparade
| Hitnotering: 21-06-1975 t/m 23-08-1975 | Hitnotering: 21-06-1975 t/m 23-08-1975 | Hitnotering: 21-06-1975 t/m 23-08-1975 | Hitnotering: 21-06-1975 t/m 23-08-1975 | Hitnotering: 21-06-1975 t/m 23-08-1975 | Hitnotering: 21-06-1975 t/m 23-08-1975 | Hitnotering: 21-06-1975 t/m 23-08-1975 | Hitnotering: 21-06-1975 t/m 23-08-1975 | Hitnotering: 21-06-1975 t/m 23-08-1975 | Hitnotering: 21-06-1975 t/m 23-08-1975 | Hitnotering: 21-06-1975 t/m 23-08-1975 | Hitnotering: 21-06-1975 t/m 23-08-1975 |
| Week                                   | 1                                      | 2                                      | 3                                      | 4                                      | 5                                      | 6                                      | 7                                      | 8                                      | 9                                      | 10                                     |                                        |
| -------------------------------------- | -------------------------------------- | -------------------------------------- | -------------------------------------- | -------------------------------------- | -------------------------------------- | -------------------------------------- | -------------------------------------- | -------------------------------------- | -------------------------------------- | -------------------------------------- | -------------------------------------- |
| Nummer                                 | 17                                     | 6                                      | 3                                      | 2                                      | 1                                      | 1                                      | 2                                      | 3                                      | 8                                      | 15                                     | uit                                    |

### NPO Radio 2 Top 2000
| Nummer met noteringen in de NPO Radio 2 Top 2000 | '99  | '00  | '01  | '02  | '03-'04 | '05  | '06  | '07  | '08  |
| ------------------------------------------------ | ---- | ---- | ---- | ---- | ------- | ---- | ---- | ---- | ---- |
| Stand by Your Man                                | 1222 | 1525 | 1648 | 1816 | -       | 1696 | 1841 | 1873 | 1919 |

1. ↑  Een '-' betekent dat het nummer niet was genoteerd en een vetgedrukt getal geeft de hoogste notering aan.
2. ↑  Deze tabel is bijgewerkt tot en met de laatste editie (2024).